# Michael Conlan
Michael Conlan, född 19 november 1991 i Belfast, Nordirland, är en irländsk boxare som tog OS-brons i flugviktsboxning 2012 i London. 